# FTTx
FTTx（えふてぃーてぃーえっくす、Fiber To The x）とは光ファイバーによる有線通信における、ユーザ宅向けの網構成の方式の総称である（FTTNは、ラストワンマイルの幹線網での網構成）。
光ケーブルから屋内配線（ラストワンマイル）への引き込み方法により数種類に分かれている。

## 分類

FTTxの分類。紫が光ケーブル、橙は非光ケーブル（銅線など）を示す。

FTTN (Fiber To The Node)
ケーブルテレビにおいてよく用いられる、ラストワンマイルの幹線網での網構成方式。HFC (Hybrid Fiber Coaxial) とも言う。幹線を光ファイバーとし、分配ノード (Node) から個宅までは従来の同軸ケーブルを利用する。ケーブルテレビ#網構成も参照。
FTTC (Fiber To The Curb)
共同溝等（情報BOX等）の場合は道路脇 (Curb) まで、架線の場合は電柱まで光ケーブルを引き込む。HFCとFTTHの両方式の利点を生かすと共に、将来的に完全FTTH化に移行する時は既存の光ファイバーケーブルを活用することで、比較的安易にFTTHへ完全移行できるメリットもある。各個宅への導入方法は次のものがある。
無線 (FWA)集合住宅近傍に設置した無線基地局と、個宅設置のアンテナとの間で通信。
光無線通信FWAと同様だが、電波よりも可視光に近い波長の電磁波を使う方式。2006年時点ではまだプロトタイプレベル。

FTTR (Fiber To The Remote Terminal)
電柱上等で電話線を各個宅まで分配する岐線点まで光ケーブルを引き込み、各個宅へは短距離伝送に向いたVDSL等のxDSLを用いる方法。電柱上等に取り付けられたVDSL装置のメンテナンスコスト等本格的な商用化への課題は残されている。2007年6月時点では、商用化している通信業者は日本ではYahoo! BBなどごく少数にとどまっている。
基本的にはラストワンマイルにVDSL等を用いる方式であり、VDSL等を敷地外まで引出し集約したFTTBとも、VDSL等を利用するFTTN/FTTCとも言える。
FTTB (Fiber To The Building)
マンション等の集合住宅やビルなどに設置されているMDFまで光ケーブルを引き込む。各個宅への導入方法は、次のようなものがある。
- 有線LAN配線（イーサネット）
- 既設の電話線を利用したVDSLやHomePNA
- 既設のアンテナ配線（同軸ケーブル）と構内用のケーブルモデムを利用（DOCSIS、c.LINK等）
- 既設の電灯線・配電線を利用するPLC（検討中）

FTTH (Fiber To The Home)
ユーザ個宅まで直接光ケーブルを引き込む。FTTP（Fiber To The Premises, Premise : 敷地）とも言う。
FTTD (Fiber To The Desktop)
屋内（個宅内、構内配線）の全ての配線が光ケーブルで構成されているもの。一般的にはLANケーブル（ツイストペアケーブル）が使用される屋内配線も光ケーブルで接続する。